# 菅原神社 (板橋区)
菅原神社（すがわらじんじゃ）は、東京都板橋区の神社。

## 概要
創建年代は不明である。ただ1679年（延宝7年）製の石造手水鉢があることから、江戸時代初期には既に存在していたものと推測される。
当社では、毎年里神楽が奉納される。この里神楽は「成増里神楽」として、板橋区の無形民俗文化財に指定されている。

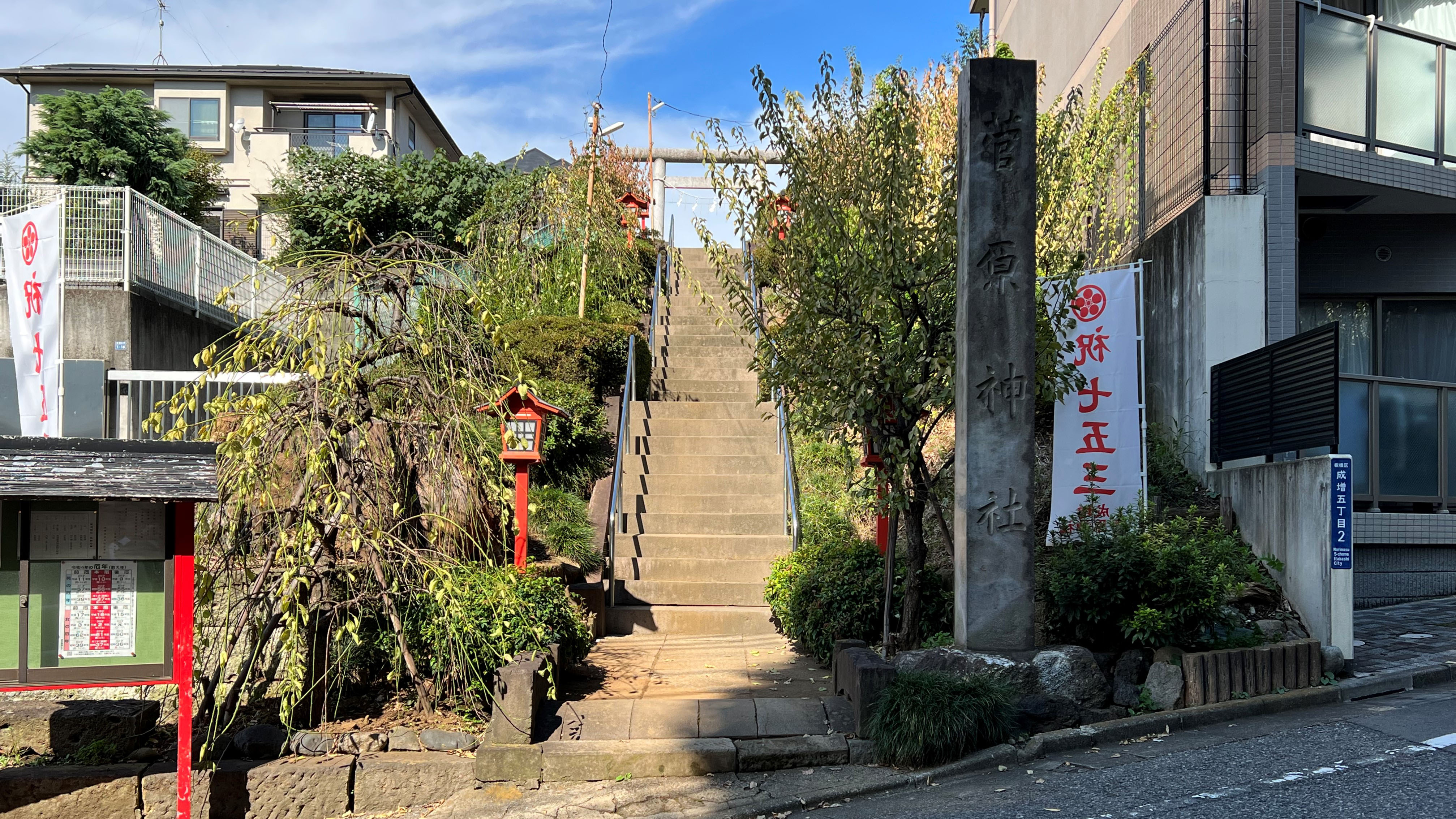
参道
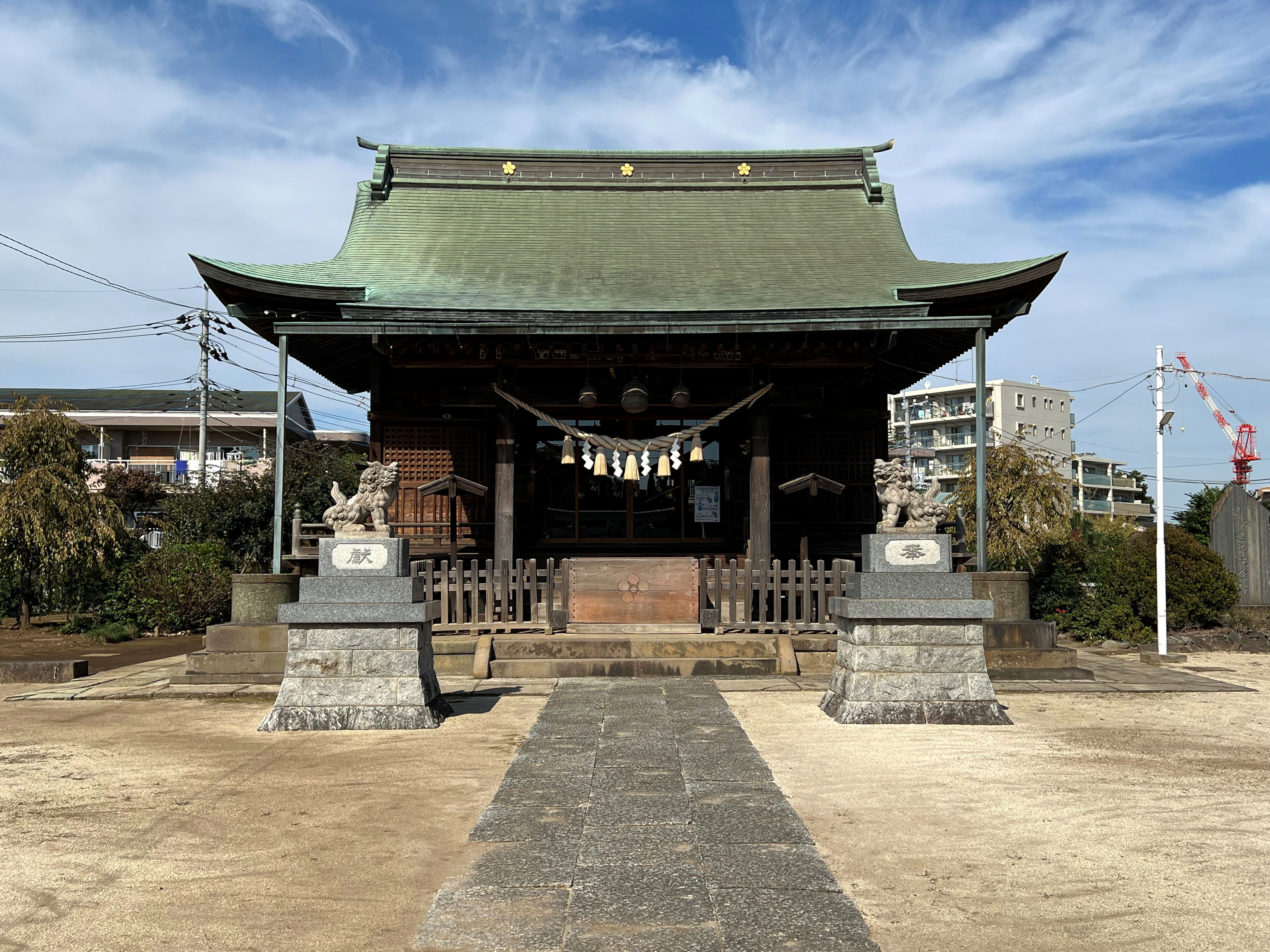
拝殿

## 氏子区域
- 成増3丁目の大部分
- 三園

## 交通アクセス
- 成増駅より徒歩11分。